# WTA Challenger Series 2022
In der folgenden Tabelle werden die Damenturniere der WTA Challenger Series der Saison 2022 dargestellt.
Auf dem Veranstaltungskalender des Jahres standen in dieser Kategorie 24 Turniere.

## Turnierplan
Erklärungen
Die Zeichenfolge von z. B. 32E/8Q/8D hat folgende Bedeutung:
32E = 32 Spielerinnen spielen im Einzel
8Q = 8 Spielerinnen spielen die Qualifikation im Einzel
8D = 8 Paarungen spielen im Doppel
| Datum 1       | Turnier                                                                                           | Siegerin(nen)                           | Finalgegnerin(nen)                      | Ergebnis          |
| ------------- | ------------------------------------------------------------------------------------------------- | --------------------------------------- | --------------------------------------- | ----------------- |
| 28. März      | AnyTech365 Andalucía Open Marbella, Spanien $115.000 Sandplatz – 32E/8D                           | Mayar Sherif                            | Tamara Korpatsch                        | 7:61, 6:4         |
| 28. März      | AnyTech365 Andalucía Open Marbella, Spanien $115.000 Sandplatz – 32E/8D                           | Irina Maria Bara Ekaterine Gorgodse     | Vivian Heisen Katarzyna Kawa            | 6:4, 3:6, [10:6]  |
| 2. Mai        | L’Open 35 de Saint-Malo Saint-Malo, Frankreich €92.742 Sandplatz – 32E/16Q/16D                    | Beatriz Haddad Maia                     | Anna Blinkowa                           | 7:63, 6:3         |
| 2. Mai        | L’Open 35 de Saint-Malo Saint-Malo, Frankreich €92.742 Sandplatz – 32E/16Q/16D                    | Eri Hozumi Makoto Ninomiya              | Estelle Cascino Jessika Ponchet         | 7:61, 6:1         |
| 9. Mai        | Trophée Lagardère Paris, Frankreich €92.742 Sandplatz – 32E/8Q/16D                                | Claire Liu                              | Beatriz Haddad Maia                     | 6:3, 6:4          |
| 9. Mai        | Trophée Lagardère Paris, Frankreich €92.742 Sandplatz – 32E/8Q/16D                                | Beatriz Haddad Maia Kristina Mladenovic | Oksana Kalaschnikowa Misaki Doi         | 5:7, 6:4, [10:4]  |
| 9. Mai        | Liqui Moly Open Karlsruhe, Deutschland €92.742 Sandplatz – 32E/8D                                 | Mayar Sherif                            | Bernarda Pera                           | 6:2, 6:4          |
| 9. Mai        | Liqui Moly Open Karlsruhe, Deutschland €92.742 Sandplatz – 32E/8D                                 | Mayar Sherif Panna Udvardy              | Jana Sisikowa Alison Van Uytvanck       | 5:7, 6:4, [10:2]  |
| 30. Mai       | Makarska Open Makarska, Kroatien $115.000 Sandplatz – 32E/8Q/8D                                   | Jule Niemeier                           | Elisabetta Cocciaretto                  | 7:5, 6:1          |
| 30. Mai       | Makarska Open Makarska, Kroatien $115.000 Sandplatz – 32E/8Q/8D                                   | Dalila Jakupović Tena Lukas             | Olga Danilović Aleksandra Krunić        | 5:7, 6:2, [10:5]  |
| 6. Juni       | BBVA Open Internacional de Valencia Valencia, Spanien $115.000 Sandplatz – 32E/10Q/8D             | Zheng Qinwen                            | Wang Xiyu                               | 6:4, 4:6, 6:3     |
| 6. Juni       | BBVA Open Internacional de Valencia Valencia, Spanien $115.000 Sandplatz – 32E/10Q/8D             | Aliona Bolsova Rebeka Masarova          | Arantxa Rus Alexandra Panowa            | 6:0, 6:3          |
| 13. Juni      | Veneto Open Internazionali Confindustria Venezia e Rovigo Gaiba, Italien $115.000 Rasen – 32E/16D | Alison Van Uytvanck                     | Sara Errani                             | 6:4, 6:3          |
| 13. Juni      | Veneto Open Internazionali Confindustria Venezia e Rovigo Gaiba, Italien $115.000 Rasen – 32E/16D | Madison Brengle Claire Liu              | Vitalia Diatchenko Oksana Kalaschnikowa | 6:4, 6:3          |
| 4. Juli       | Nordea Open Båstad, Schweden $115.000 Sandplatz – 32E/16D                                         | Su Jeong Jang                           | Rebeka Masarova                         | 3:6, 6:3, 6:1     |
| 4. Juli       | Nordea Open Båstad, Schweden $115.000 Sandplatz – 32E/16D                                         | Misaki Doi Rebecca Peterson             | Mihaela Buzarnescu Irina Chromatschowa  | kampflos          |
| 4. Juli       | Grand Est Open 88 Contrexéville, Frankreich $115.000 Sandplatz – 32E/8Q/8D                        | Sara Errani                             | Dalma Gálfi                             | 6:4, 1:6, 7:64    |
| 4. Juli       | Grand Est Open 88 Contrexéville, Frankreich $115.000 Sandplatz – 32E/8Q/8D                        | Ulrikke Eikeri Tereza Mihalíková        | Xinyun Han Alexandra Panowa             | 7:68, 6:2         |
| 1. August     | BCR Iași Open Iași, Rumänien $115.000 Sandplatz – 32E/16Q/16D                                     | Ana Bogdan                              | Panna Udvardy                           | 6:2, 3:6, 6:1     |
| 1. August     | BCR Iași Open Iași, Rumänien $115.000 Sandplatz – 32E/16Q/16D                                     | Andreea Rosca Darja Astachowa           | Panna Udvardy Réka Luca Jani            | 7:5, 5:7, [10:7]  |
| 8. August     | Thoreau Tennis Open Concord, Vereinigte Staaten $115.000 Hartplatz – 32E/16Q/14D                  | Coco Vandeweghe                         | Bernarda Pera                           | 6:3, 5:7, 6:4     |
| 8. August     | Thoreau Tennis Open Concord, Vereinigte Staaten $115.000 Hartplatz – 32E/16Q/14D                  | Coco Vandeweghe Warwara Flink           | Moyuka Uchijima Peangtarn Plipuech      | 6:3, 7:63         |
| 15. August    | Odlum Brown Vanopen Vancouver, Kanada $115.000 Hartplatz – ??E/??Q/??D                            | Valentini Grammatikopoulou              | Lucia Bronzetti                         | 6:2, 6:4          |
| 15. August    | Odlum Brown Vanopen Vancouver, Kanada $115.000 Hartplatz – ??E/??Q/??D                            | Asia Muhammad Miyu Kato                 | Angela Kulikov Timea Babos              | 6:3, 7:5          |
| 5. September  | Open Delle Puglie Bari, Italien $115.000 Sandplatz – ??E/??Q/??D                                  | Julia Grabher                           | Nuria Brancaccio                        | 6:4, 6:2          |
| 5. September  | Open Delle Puglie Bari, Italien $115.000 Sandplatz – ??E/??Q/??D                                  | Elisabetta Cocciaretto Olga Danilovic   | Andrea Gamiz Eva Vedder                 | 6:2, 6:3          |
| 12. September | Țiriac Foundation Trophy Bukarest, Rumänien $115.000 Sandplatz – ??E/??Q/??D                      | Irina-Camelia Begu                      | Réka Luca Jani                          | 6:3, 6:3          |
| 12. September | Țiriac Foundation Trophy Bukarest, Rumänien $115.000 Sandplatz – ??E/??Q/??D                      | Aliona Bolsova Andrea Gamiz             | Réka Luca Jani Panna Udvardy            | 7:5, 6:3          |
| 19. September | Budapest Open Budapest, Ungarn $115.000 Sandplatz – ??E/??Q/??D                                   | Tamara Korpatsch                        | Wiktorija Tomowa                        | 7:63, 64:7, 6:0   |
| 19. September | Budapest Open Budapest, Ungarn $115.000 Sandplatz – ??E/??Q/??D                                   | Anna Bondár Kimberley Zimmermann        | Jesika Malečková Renata Voráčová        | 6:2, 2:6, [10:5]  |
| 17. Oktober   | Open Capfinances Rouen Métropole Rouen, Frankreich $115.000 Hartplatz (Halle) – ??E/??Q/??D       | Maryna Zanevska                         | Viktorija Golubic                       | 7:66, 6:1         |
| 17. Oktober   | Open Capfinances Rouen Métropole Rouen, Frankreich $115.000 Hartplatz (Halle) – ??E/??Q/??D       | Natela Dzalamidze Kamilla Rachimowa     | Oksana Kalashnikova Misaki Doi          | 6:2, 7:5          |
| 24. Oktober   | Abierto Tampico Tampico, Mexiko $115.000 Hartplatz – ??E/??Q/??D                                  | Elisabetta Cocciaretto                  | Magda Linette                           | 7:65, 4:6, 6:1    |
| 24. Oktober   | Abierto Tampico Tampico, Mexiko $115.000 Hartplatz – ??E/??Q/??D                                  | Tereza Mihalíková Aldila Sutjiadi       | Ashlyn Krueger Elizabeth Mandlik        | 7:5, 6:2          |
| 31. Oktober   | Dow Tennis Classic Midland, Vereinigte Staaten $115.000 Hartplatz (Halle) – ??E/??Q/??D           | Catherine McNally                       | Anna-Lena Friedsam                      | 6:3, 6:2          |
| 31. Oktober   | Dow Tennis Classic Midland, Vereinigte Staaten $115.000 Hartplatz (Halle) – ??E/??Q/??D           | Asia Muhammad Alycia Parks              | Anna-Lena Friedsam Nadija Kitschenok    | 6:2, 6:3          |
| 7. November   | LP Open Colina, Chile $115.000 Sandplatz – ??E/??Q/??D                                            | Mayar Sherif                            | Kateryna Baindl                         | 3:6, 7:63, 7:5    |
| 7. November   | LP Open Colina, Chile $115.000 Sandplatz – ??E/??Q/??D                                            | Jana Sisikowa Aldila Sutjiadi           | Mayar Sherif Tamara Zidanšek            | 6:1, 3:6, [10:7]  |
| 14. November  | Argentina Open Buenos Aires, Argentinien $115.000 Sandplatz – ??E/??Q/??D                         | Panna Udvardy                           | Danka Kovinić                           | 6:4, 6:1          |
| 14. November  | Argentina Open Buenos Aires, Argentinien $115.000 Sandplatz – ??E/??Q/??D                         | Irina Bara Sara Errani                  | Jang Su-jeong Xiaodi You                | 6:1, 7:5          |
| 21. November  | Montevideo Open Montevideo, Uruguay $115.000 Sandplatz – ??E/??Q/??D                              | Diana Schneider                         | Léolia Jeanjean                         | 6:4, 6:4          |
| 21. November  | Montevideo Open Montevideo, Uruguay $115.000 Sandplatz – ??E/??Q/??D                              | Luisa Stefani Ingrid Gamarra Martinas   | Elixane Lechemia Quinn Gleason          | 7:5, 6:76, [10:6] |
| 28. November  | Crèdit Andorrà Open Andorra la Vella $115.000 Hartplatz (Halle) – 32E/8D                          | Alycia Parks                            | Rebecca Peterson                        | 6:1, 6:4          |
| 28. November  | Crèdit Andorrà Open Andorra la Vella $115.000 Hartplatz (Halle) – 32E/8D                          | Cristina Bucșa Weronika Falkowska       | Angelina Gabujewa Anastassija Sacharowa | 7:64, 6:1         |
| 5. Dezember   | Open Angers Arena Loire Angers, Frankreich $115.000 Hartplatz (Halle) – ??E/??Q/??D               | Alycia Parks                            | Anna-Lena Friedsam                      | 6:4, 4:6, 6:4     |
| 5. Dezember   | Open Angers Arena Loire Angers, Frankreich $115.000 Hartplatz (Halle) – ??E/??Q/??D               | Zhang Shuai Alycia Parks                | Markéta Vondroušová Miriam Kolodziejová | 6:2, 6:2          |
| 12. Dezember  | Open BLS de Limoges Limoges, Frankreich $115.000 Hartplatz (Halle) – ??E/??Q/??D                  | Anhelina Kalinina                       | Clara Tauson                            | 6:3, 5:7, 6:4     |
| 12. Dezember  | Open BLS de Limoges Limoges, Frankreich $115.000 Hartplatz (Halle) – ??E/??Q/??D                  | Marta Kostjuk Oksana Kalaschnikowa      | Alicia Barnett Olivia Nicholls          | 7:5, 6:1          |